# Постріл на перевалі Караш
«Постріл на перевалі Караш» — радянський художній фільм спільного виробництва студій «Киргизфільм» і «Казахфільм», створений кінорежисером Болотбеком Шамшиєвим в 1969 році . Екранізація повісті класика казахської літератури Мухтара Ауезова «Подія на Кара-Караші». Прем'єра фільму відбулася 8 грудня 1969 року.

## Сюжет
Дія фільму розгортається на початку XX століття в Киргизії в умовах постійної ворожнечі між окремими групами населення. Житель високогірного селища бідняк Бахтигул віддано служить своєму господареві мірзі Жарасбаю, який використовує його в своїх цілях, як пішака в чужій грі. За наказом Жарасбая Бахтигул викрадає табуни бая Сарсена, з яким його господар ворогує. Через інтриги і зрадництва головний герой потрапляє до в'язниці, звідки незабаром біжить і повертається в рідні місця, щоб помститися і розправитися зі своїм кривдником і «кровником» Жарасбаєм на перевалі Караш.

## У ролях
- Суйменкул Чокморов — Бахтигул, бідняк-месник (дублював Володимир Ферапонтов)
- Совєтбек Джумадилов — мірза Жарасбай (дублював Володимир Балашов)
- Віктор Уральський — Федір (дублював Юрій Саранцев)
- Муратбек Рискулов — Сарсен (дублював К. Ніколаєв)
- Рахметбай Телеубаєв — Кокиш (дублював Микола Граббе)
- Бакен Кидикєєва — Кадича Байбіче — старша дружина Жарасбая (дублювала Віра Єнютіна))
- Мухамедкалі Таванов — Кайранбай (дублював Віктор Файнлейб)
- Касимхан Шанін — Кучуков, перекладач (дублював Олексій Сафонов)
- Леонід Ясиновський — Дмитро Карлович Петров (дублировал Олексій Алексєєв)
- Гульжамал Батиргалієва — епізод
- Джапар Садиков — епізод
- Сабіра Кумушалієва — епізод
- Асанбек Кидирназаров — Сальмен
- Самак Алимкулов — епізод
- Артик Суюндуков — епізод
- Естебес Турсуналієв  — епізод
- Джамал Сейдакматова  — Хатша
- Медель Маніязов — епізод
- Кемель Албанов — епізод
- Бакірдін Алієв — щуплий (дублював Віктор Файнлейб)
- Діас Омаров — епізод
- Аширали Боталієв — епізод
- Л. Хівренко — епізод
- І. Абдієва — епізод
- Тургун Бердалієв — Джангази (немає в титрах)

## Знімальна група
- Автори сценарію: Асаналі Ашимов, Акім Таразі, Болотбек Шамшиєв
- Режисер: Болотбек Шамшиєв
- Оператор: Марлест Туратбеков
- Композитор: Джон Тер-Татевосян
- Художник: Олексій Макаров
- Художник по гриму: Е. Котова
- Консультант по історії: П. Галузо
- Художній керівник: Шакен Айманов
- Директор: Ю. Симонян